# Tempelhaus (Hildesheim)

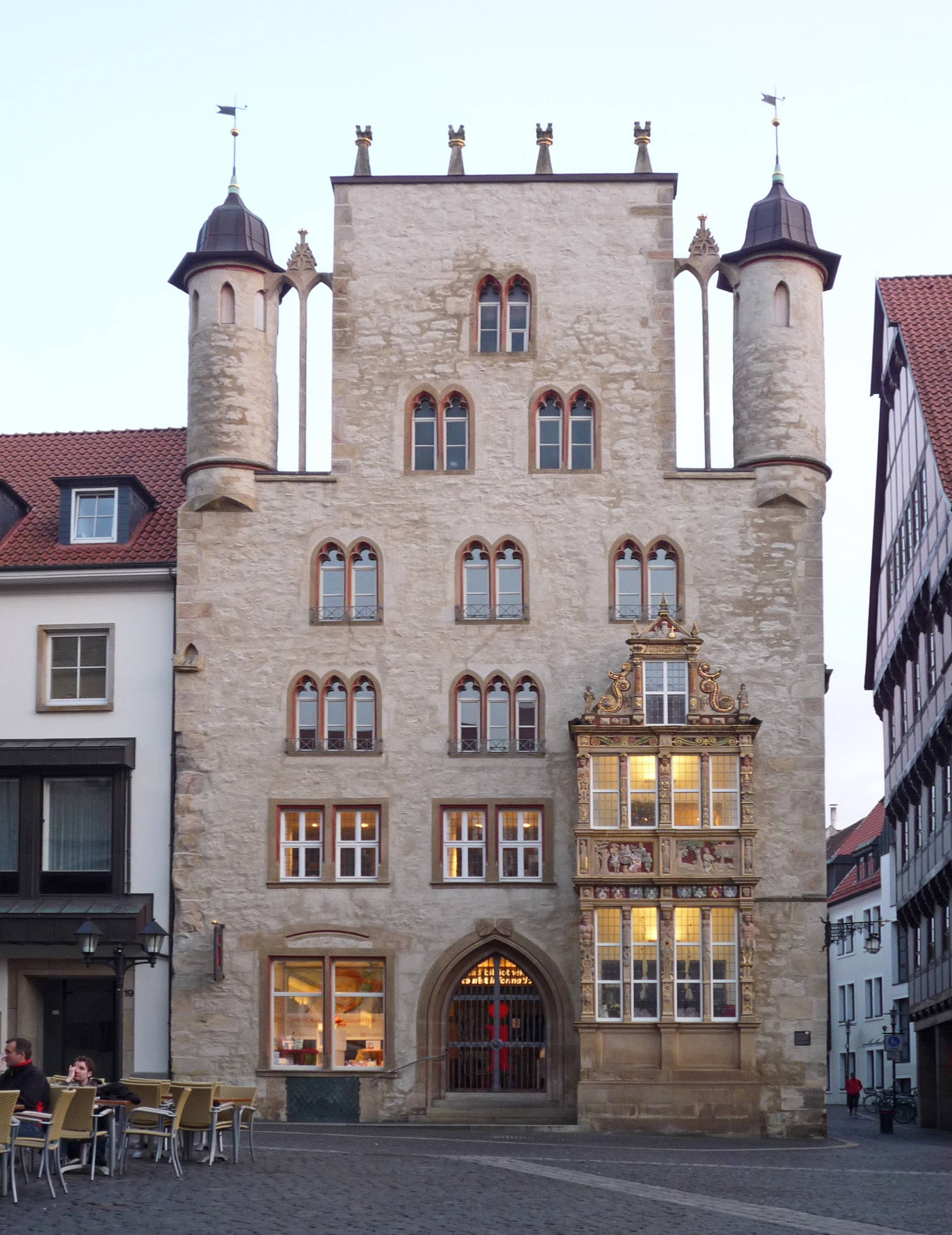
Tempelhaus

Das Tempelhaus (vor allem in älterer Literatur auch als Tempelherrenhaus bezeichnet) in Hildesheim ist ein gotisches Patrizierhaus an der Südseite des Marktplatzes, das um 1350 erbaut wurde. Im 16. Jahrhundert ging das Wohnhaus in die Hände der Familie von Harlessem über, die lange das Bürgermeisteramt im Hildesheim innehatte. Über der Spitze des Türbogens sieht man neben den Doppelsparren in den Wappen dieser Familie die Monogramme "R.v.H." und E.v.H.", die wohl auf eines von zwei Brüderpaaren, Roleff und Eggert von Harlessem, hindeuten, die im Jahrhundert des Erwerbs das Haus besaßen. Der 1591 geschaffene Renaissance-Erker, der in seinen Brüstungsfeldern neben weiteren Wappen der Familie von Harlessem auch vier zum Teil ergänzte Reliefs aus dem Gleichnis vom verlorenen Sohn zeigt, gilt als Meisterwerk der Steinmetzkunst. Bis 1805 blieb das Haus bei dieser Familie.

Der verheerende Bombenangriff auf Hildesheim am 22. März 1945 zerstörte am Marktplatz der Altstadt fast alle Bauwerke. Übrig blieben neben dem Marktbrunnen Teile des Rathauses und des Tempelhauses, dessen Fassade mit den zwei aufgesetzten Türmchen und dem Erker weitgehend unbeschädigt blieb. Das Tempelhaus wurde bereits 1952 wieder aufgebaut. 
Unklar ist, woher der Name „Tempelhaus“ rührt. Populär, aber wohl kaum zutreffend ist die Herleitung, dass an dieser Stelle die erste Synagoge Hildesheims gestanden haben soll. Dafür wurde angeführt, dass sich zwischen dem Tempelhaus und dem Wedekindhaus der Eingang in die Judenstraße befindet. Nach neuerer Auffassung soll der Name auf eine aus dem 16. Jahrhundert stammende Bemalung der Giebelfront des bis dahin Harlessem-Haus genannten Gebäudes zurückgehen, die zwei aufeinander zu reitende Turnierritter zeigte, die die Bevölkerung mit dem Templerorden (Templer) assoziierte. Der archäologische Befund ist in seiner Deutung ebenfalls umstritten: Während einige Reste einer Mikwe unter dem Tempelhaus als nachgewiesen ansehen, halten andere ein solches Bad im Keller des Gebäudes für „technisch nicht möglich“.
Das Tempelhaus gehört der Familie Gerstenberg, die auch Herausgeber der Hildesheimer Allgemeinen Zeitung ist. Im Erdgeschoss ist die Touristinformation und der Durchgang zur Stadtbibliothek. Im obersten Stockwerk ist eine Webcam mit Blick über den Marktplatz installiert.
Als geradezu sensationell galt die Entdeckung, dass es bereits vor dem Tempelhaus eine Bebauung gegeben hat. Auch wurde das Fundament eines Turmes oder einer Kemenate (Steinhaus) aus dem 12. Jahrhundert angeschnitten. Sie liegt außerhalb des heutigen Tempelhauses.

## Einzelnachweise

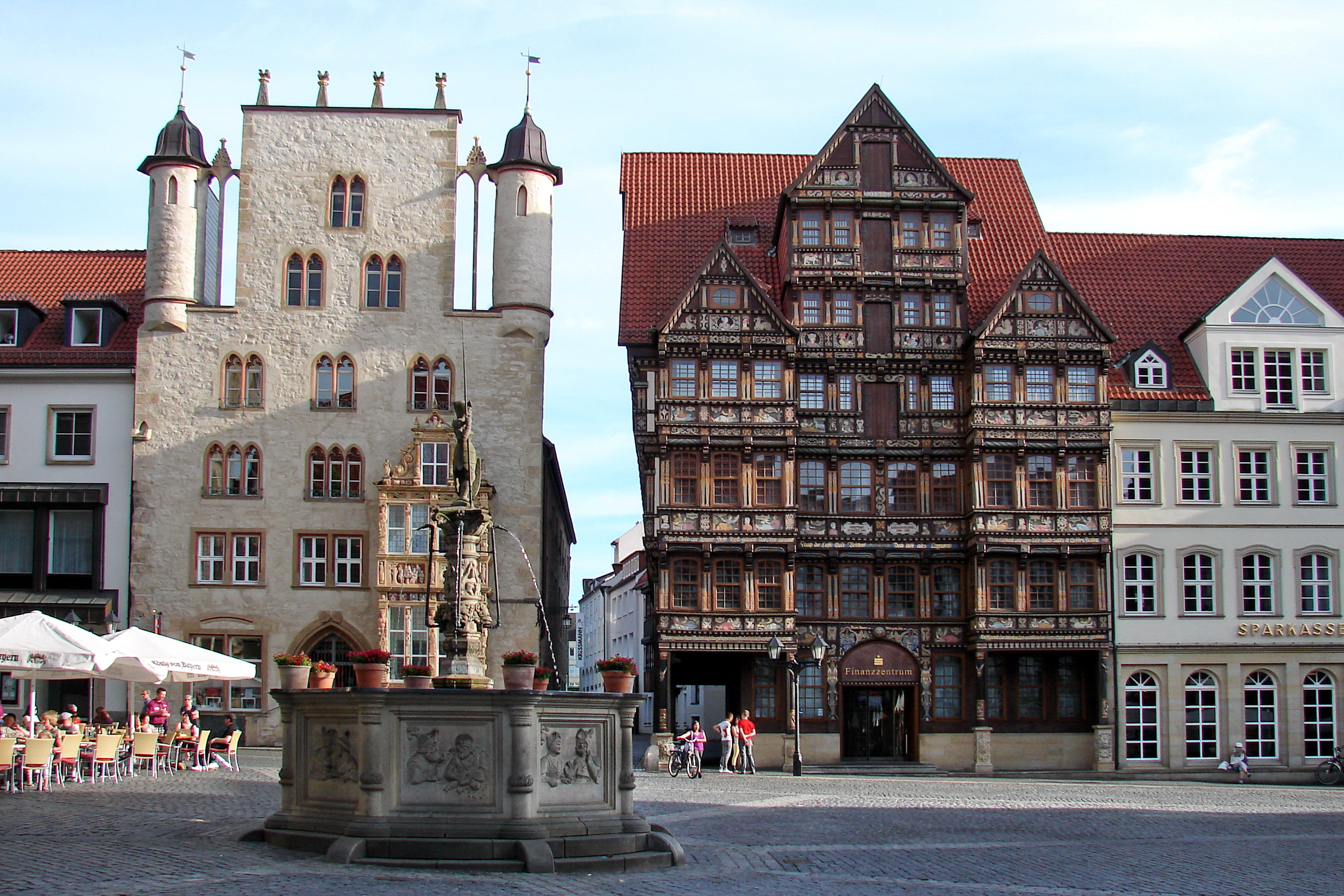
Tempelhaus (links) und Wedekindhaus am Marktplatz